# Unterhaus
Als Unterhaus oder zweite Kammer (englisch House of Commons oder lower house, französisch chambre basse) bezeichnet man in einem Zweikammersystem zumeist jene Kammer eines Parlamentes, die die allgemeine, von den Bürgern gewählte Volksvertretung darstellt (auch Bürger- oder Abgeordnetenkammer). Die ihr entgegenstehende, erste Kammer ist also das Oberhaus, das historisch meist eine Vertretung der Stände, wie Adel oder Klerus war und heutzutage oftmals eine Vertretung der Gliedstaaten (Länderkammer) ist.

## Begriff

### Historisch
Da historisch gesehen der Adel meist die einflussreichere Rolle in der Politik einnahm als das einfache Volk, wurde das Oberhaus als wichtiger und somit weiter oben (Oberhaus), bzw. weiter vorne (erste Kammer) bezeichnet. Die Volksvertretung nahm also eine nachrangige Rolle ein.

### Politikwissenschaftlich
In der Politikwissenschaft wird für die Beschreibung moderner Zweikammersysteme hingegen teilweise eine andere (diametral entgegengesetzte) Definition verwendet: Der hier beschriebene Typ einer Parlamentskammer wird dabei als erste Kammer bezeichnet, da das Unterhaus heutzutage in aller Regel die mächtigere Kammer ist. Neben den oben beschriebenen historischen Oberhäusern werden hier als Merkmale aufgeführt, dass diese zweiten Kammer meist stärker disproportional besetzt ist als die andere Kammer, um bestimmte Interessen stärker zu repräsentieren. Diese sind häufig regionaler bzw. föderaler Natur. Zweikammersysteme existieren aus diesem Grund vor allem in Flächenstaaten.

## Geschichte
Moderne Parlamente entstanden in Deutschland und vielen anderen europäischen Staaten erst im frühen 19. Jahrhundert. Dabei war es in den Monarchien des Frühkonstitutionalismus gängig, dass das Parlament zwei Kammern hatte. Die meist zweite genannte Kammer wurde in der Regel vom Volk gewählt, wahlberechtigt waren allerdings nur steuerzahlende, männliche Bürger. Die erste Kammer hingegen blieb meist dem Adel und Klerus vorbehalten (Oberhaus). Ihre Mitglieder waren durch ihre feudale Position automatisch Kammermitglied oder sie wurden vom Monarchen ernannt.
Die eigentliche politische Auseinandersetzung fand entweder von Anfang an in der zweiten Kammer statt oder dieser Zustand stellte sich im Laufe der Zeit ein. Die Wahlbegrenzungen für die zweite Kammer wurden nach und nach verringert, wenngleich das allgemeine Wahlrecht für Männer und Frauen fast überall erst nach dem Ersten Weltkrieg eingeführt wurde. Wird zeitnah die erste Kammer ebenfalls für neue Wähler und Kandidaten geöffnet, stellt sich erneut die Frage nach dem Sinn des Zweikammersystems. Die erste Kammer wird darum normalerweise anders als die zweite meist nicht durch direkte Volkswahl gebildet. So kann die erste Kammer die Regionen des Landes vertreten, während die zweite die nationale Repräsentation des Staatsvolkes als Ganzes darstellt.
Situation in Deutschland
In Deutschland waren viele Parlamente in den deutschen Einzelstaaten, gerade in den größeren, Zweikammernsysteme. Nach dem Zweiten Weltkrieg hatte nur noch Bayern mit seinem Senat (bis 1998) ein Zweikammersystem, seitdem hat sich das Einkammersystem in den Bundesländern vollständig durchgesetzt. Die Landesparlamente sind nach Name und Funktion die ehemaligen zweiten Kammern.
Ähnliches gilt für die Bundesebene in Deutschland. Das deutsche Staatsrecht sieht den Bundesrat nicht als Kammer an, in Deutschland heißt nur der Bundestag das Parlament. Politikwissenschaftlich und für den internationalen Vergleich hingegen kann man dennoch den Bundesrat durchaus als eine Kammer ansehen; demnach nähme der Bundestag die Position eines Unterhauses ein.

## Beispiele
Weitere Beispiele für bestehende Unterhäuser sind das britische House of Commons, der schweizerische Nationalrat, das Repräsentantenhaus der Vereinigten Staaten, die französische Nationalversammlung, die Zweite Kammer der niederländischen Generalstaaten, Abgeordnetenhaus des tschechischen Parlaments, das indische Lok Sabha und das kanadische House of Commons.
Historische Parlamente mit der Eigenbezeichnung zweite Kammer
- Zweite Kammer der Badischen Ständeversammlung
- Zweite Kammer der Ständeversammlung des Königreichs Hannover
- Zweite Kammer der Landstände des Großherzogtums Hessen
- Zweite Kammer der Landstände des Herzogtums Nassau
- Zweite Kammer des Preußischen Abgeordnetenhauses
- Zweite Kammer des Sächsischen Landtags
- Zweite Kammer der Württembergischen Landstände